# Луитпольд (герцог Каринтии)
Луитпольд (нем. Luitpold; ум. 1090) — герцог Каринтии с 1076 гг. из рода Эппенштейн.
Луитпольд был старшим сыном Маркварта, герцога Каринтии в 1076 г. и основателя династии Эппенштейнов на каринтийском престоле. Император Генрих IV признал наследование Луитпольдом престола после смерти отца, однако в 1077 г. передал Фриули (включая Горицу) и Крайну, которые ранее входили в состав владений герцога Каринтии, под власть патриарха Аквилеи. Это значительно ослабило государство, хотя герцог временно сохранил права сюзеренитета на эти территории.
После смерти бездетного Луитпольда в 1090 г. корону Каринтии унаследовал его брат Генрих III.